# Frățiile de Cruce
Frățiile de Cruce erau organizații de tineret ale Mișcării Legionare. Frățiile de Cruce au luat ființă la 8 noiembrie 1923 în închisoarea Văcărești, prin hotărârea lui Corneliu Zelea Codreanu. "Frăția de Cruce este un corp de elită a tinerimii având ca scop suprem de a crea buni ostași României de mâine", spunea Corneliu Codreanu. Membrii erau în special elevi și studenți, dar și tineri în general, care erau educați în spiritul național și ortodox.

## Membri ai Frățiilor de Cruce
Printre membrii Frățiilor de Cruce s-au numărat:
- Bartolomeu Anania
- Fănică Anastasescu
- Teoctist Arăpașu[necesită citare]
- Spiru Blănaru
- Mihai Burlacu
- Gheorghe Calciu-Dumitreasa
- Victor Dragomirescu
- Valeriu Gafencu
- Ioan Ianolide
- Andrei C. Ionescu
- Ernest Maftei
- Constantin Oprișan
- Ioan Pintilie
- Alexandru Ronett
- Alexandru Silistreanu
- Horia Sima
- Ilie Tudor
- Constantin Voicescu